# Ладья (сёги)
Ладья́ (яп. 飛車 хися, «летающая колесница») — фигура в сёги.

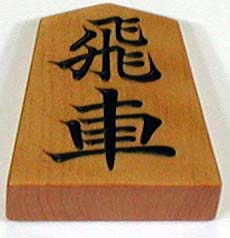
Ладья.

Обозначение в европейской нотации: R.
В начале партии у каждого игрока имеется по одной ладье: ладья чёрных стоит на поле 2h, ладья белых — на 8b.
Слон и ладья в сёги называются старшими фигурами.

## Правила ходов
Ладья сёги ходит так же, как и шахматная ладья: на любое число полей по вертикали или горизонтали.
Переворачивается в дракона (рис. справа).
Зачастую переворот ладьи — это очень мощный метод приближения к королю противника и возможность добиться в будущем существенного материального перевеса.

## Свойства
Ладья в сёги — самая сильная фигура (из непревращённых). Вертикаль ладьи является основным фактором, определяющим дебют. Бо́льшая часть дебютов в сёги называется по расположению ладьи:
- Класс фурибися (яп. 振飛車 «смещённая ладья»):
  -  мукайбися (яп. 向飛車 «ладья в оппозиции») — ладья на 2-й вертикали слева против статичной ладьи,
  -  санкэнбися (яп. 三間飛車 «ладья на 3-й вертикали»),
  -  сикэнбися (яп. 四間飛車 «ладья на 4-й вертикали»),
  -  накабися (яп. 中飛車 «центральная ладья»),
- Класс ибися (яп. 居飛車 «статичная ладья»),
- тикатэцубися (яп. 地下鉄飛車 «подземнная ладья») — ладья, спускающаяся на ближнюю горизонталь и ходящая позади своих фигур (может как остаться статичной, так и сместиться),
- хинэрибися (яп. 捻り飛車 «крутящаяся ладья») — ладья, выходящая перед своими пешками и смещающаяся влево (статичная, становящаяся смещённой).

Положение ладьи дало название двум основным партиям профессиональных сёгистов: в зависимости от приверженности к соответствующему классу дебютов, они делятся на «партию статичной ладьи» (более атакующий стиль) и «партию смещённой ладьи» (более выжидающий стиль).

## Ценность
Ценность ладьи (если считать ценность пешки за 1), согласно мнению различных сёгистов, равна:
- 8 (Томохидэ Кавасаки, 4-й любительский дан[1])
- 10 (Митио Ариёси, 9-й профессиональный дан[2])
- 13 (Ларри Кауфман, 5-й дан ФЕСА[3])
- 15  (Кодзи Танигава, 17-й пожизненный мэйдзин[1])
- 19 (Ясумицу Сато, 4-й пожизненный кисэй[1])

Таким образом, ценность ладьи чуть меньше ценности двух генералов.
Ценность переворота ладьи, согласно вышеприведённым источникам, колеблется от 2 до 5.

## Ладейные тэсудзи
- Размен ладейной пешки
- «Перекрёсток ладьи» — размен ладейной пешки с последующим ударом ладьи вбок

## Пословицы про ладью
- Ладью сбрасывай издалека
- Не ставь короля и ладью рядом
- Против смещённой ладьи меняй слонов
- Ставь ладью на стратегически важную вертикаль[4].